# Faro Macquarie
Il faro Macquarie (in inglese: Macquarie Lighthouse) è un faro situato sul Capo Dunbar presso Sydney in Australia.

## Storia
Il faro è attivo dal 1818, cosa che ne fa il più antico faro d'Australia.

## Descrizione
Il faro è composto di un fabbricato bianco più basso adibito ad abitazione del farista e da una torre cilindrica alta 26 metri.